# Djungelgylling
Djungelgylling (Oriolus brachyrynchus) är en fågel i familjen gyllingar inom ordningen tättingar.

## Utseende
Djungelgyllingen är en mestadels gulaktig fågel med svart huvud och röd näbb. Noterbart är rätt enfärgad vinge i olivgrön och svart med en liten vit fläck på framkanten. Den liknar svartvingad gylling, men skiljer sig genom den vita vingfläcken och olivgrönt, ej svart, centralt på stjärten. Den liknar även svarthuvad gylling, men dessa båda arter delar vanligen inte vare sig utbredningsområde eller levnadsmiljö. Vingmönstret är också mer enfärgat, utan svarthuvade gyllingens vita fjäderkanter. 

## Utbredning och systematik
Djungelgylling delas in i två underarter:
- O. b. brachyrynchus – förekommer i Sierra Leone och Guinea till Benin
- O. b. laetior – förekommer från Benin till Kamerun, södra Uganda och västligaste Kenya

## Levnadssätt
Djungelgyllingen hittas i regnskog på låg till medelhög höjd. Där ses den i trädtaket.

## Status
Arten har ett stort utbredningsområde och beståndet anses stabilt. Internationella naturvårdsunionen IUCN listar den därför som livskraftig (LC).